# Vértesy Dezső
Vértesy Dezső (Pásztó, 1881. június 24.  – Budapest, 1917. július 12.) klasszika-filológus, műfordító, tanár.

## Pályája
Vértesy Gyula ügyvéd (aki Viklida családi nevét 1861-ben változtatta Vértesire) és Patzek Izabella fia. Középiskoláit Debrecenben és a budapesti református főgimnáziumban végezte. 1898-től a budapesti egyetem bölcsész karának hallgatója volt. 1902-ben bölcsészdoktori, 1903-ban tanári oklevelet szerzett. Tanárként működött a makói és a losonci főgimnáziumban, majd 1906-ban a budapesti III. kerületi főgimnáziumba helyezték át. 1913-tól a budapesti gyakorló gimnáziumban tanított.
Elsősorban görögből fordított, tanulmányai szintén részben az ókori görög és római irodalomról szólnak.
Cikkeket írt a következő folyóiratokba: Magyar Nyelvőr (1904. Egyező kifejezések a magyar és görög nyelvben, 1905. A magyarral egyező görög szólások, 1906. Tiberius nyelvújítása: Az idegen szók ellen, 1909. Nyelvészeti mozgalmak a mai Görögországban); Egyetemes Philologiai Közlöny (1905. Áldoztak-e halat a régiek, Nazr-Eddin Hodzsa egyik tréfája és egy új görög költemény Arany «Fülemile»-jének meséjéhez, Analecta quaedam ad glossarium mediae et infimae latinitatis Regni Hungariae, 1906. Miscellanea Theoretica, 1907. Kalidasa Vikramorvasíja, Adatok az Ókori Lexikonhoz, 1909. A Feralia datuma Ovidius Fastijában); Gyakorlati Paedagogiá (1906. Javítások a homerosi szótárainkhoz); a losonci állami főgimnázium Értesítőjében (1906. A hitopadesaból); írt még számos további fővárosi és vidéki lapba.

## Munkái
- A Peleus-Thetis mythos változatainak fejlődése Budapest, 1902.
- Savitri a Mahabharatából Ford. és jegyzetekkel kísérte. Makó, 1904.
- Theokritos költeményei Görögből fordította, bevezetéssel és jegyzetekkel ellátta. Budapest, 1904.
- A szerelem ABC-je Görög dalok. Új-görögből ford., bevezetéssel és jegyzetekkel ellátta. Budapest, 1906.
- A Hitopadesából Losonc, 1906.
- Antológia az újkori görög nép költészetéből Budapest, 1913.
- A görög bukolikusok (Theokritos, Moschos, Bion) költeményei. Ford. Budapest, 1939.